# 瓦乡话
乡话（国际音标：ɕioŋ55 tsa33），又称瓦乡话，是一种主要分布在湖南省西部山区的古老而独特的地方语言，与古汉语以及老派湘语等有一定关联性。瓦乡话是瓦乡人（瓦乡话：話鄉 /wa33 ɕioŋ55/）的主要语言。

## 系属分类
正如沙加尔(2011)等人指出的，瓦乡话似乎与贵州西部的蔡家话共享部分词汇。沙加尔（2011）认为蔡家话是瓦乡话的姊妹语言。目前，瓦乡话被分为汉语族语言。伍云姬、沈瑞清(2010)也察觉到了上古汉语、瓦乡话、蔡家话、白语间的相似性。
瞿建慧、唐家新(2017)发现，瓦乡话和湘西苗语间有较低的互通度。

## 分布
瓦乡话主要分布在湖南西部以沅陵县城为中心、沿沅水和酉水流域呈辐射状分布的地区，如怀化地区的沅陵县、辰溪县、溆浦县，湘西土家族苗族自治州的泸溪县、古丈县、保靖县、永顺县，以及张家界市的少许地区，周围被汉语西南官话湖广片湘西小片、湘语辰溆片和苗语湘西方言以及土家语所包围。其它省份也有瓦乡话的零星分布，如重庆市酉阳县木叶乡大坂营村小咸井、学堂村，当地居民是300年前从瓦乡话腹地迁移所至。据研究石门汉语方言的学术论文称，在石门县亦有相当数量的瓦乡话分布，目前学者的研究还太未涉及到此地。另外据几位学者提到邵阳城步南山和与之临近的广西壮族自治区的交界带也有瓦乡话分布。据推测可能还包括湘西自治州的永顺县、保靖县等酉水流域，甚至可能延伸至重庆市的酉阳县和秀山县。张家界市慈利县与沅陵交界的乡镇，以及吉首市和泸溪县交界地带，据称也有瓦乡话的分布，但这些区域仍需要进一步的调查证实。
伍云姬、沈瑞清 (2010)列出以下使用瓦乡话的地点。
- 沅陵县清水坪、麻溪铺、太常、乌宿、凉水井
- 泸溪县八什坪、上堡、梁家谭、白沙镇
- 古丈县高望界林场、高峰镇淘金村、北水坪、岩头寨、山枣、野竹、河蓬、草潭
- 辰溪县田湾、板桥、船溪驿、谭家坊
- 溆浦县让家溪、大渭溪、木溪
- 永顺县王村镇里明村、镇溪、小溪

六保话是一种和瓦乡话关系密切的方言，分布在古丈县东南山枣乡筲箕田村等村，以及泸溪县一小部分。六保话分布在下列地点(Zou 2013)。
- 古丈县
  - 山枣乡火麻村、高寨村、筲箕田村、磨刀村
  - 岩头寨乡银坪村、梓木坪村、碗沟溪村等村
- 泸溪县八什坪乡
- 沅陵县麻溪铺镇、筲箕湾镇

## 特征
瓦乡话一些共有的语音特征

### 语音特征
1. 部分定母和澄母读古音[l]，如：（參見喩四歸定）

- 古丈li6“地”(白一平-沙加尔拟音)上古*lˤejs>中古dijH
- 古丈lu6上古“大”*lˤats>中古dajH
- 古丈li2上古“遲”*lrəj>中古drij
- 古丈luʔ8上古“讀”*C.lˤok>中古duwk

1. 小部分来母（上古音r）读塞擦音或擦音：

- 古丈za2“棃”上古*C.rəj>中古lij
- 古丈zɛ2“來”上古*mə.rˤək>*rˤə>中古loj

1. 瓦乡话许多词与原始闽语俱为塞擦音声母，中古汉语则为书母：[14]:93

- 古丈tsu3，原始闽语*tšyiB“水”上古*s.turʔ>中古sywijX
- 古丈tɕiəu1，原始闽语*tšyA“書”上古*s-ta>中古syo

1. 瓦乡话部分词与原始闽语俱为浊塞擦音声母，中古汉语则为以母：[14]:189

- 古丈dzoŋ3，原始闽语*-džioŋB“癢”上古*Cə.ɢaŋʔ>中古yangX

1. 全浊去大部分字仍读去声，如“树”/tsa33/、“洞”/dau33/；小部分读上声，如“垫”/thai25/；

### 词汇特征
1. 称鞋为“履”；称蛇为“虺”；称篮或筐为“豆”，称喜欢、爱为“字”；
2. 第三人称单数的声母为舌尖前浊擦音；
3. 雌雄动物的性别标志既有前置的也有后置的，雌性的性别标志为“女”和“娘”；
4. “子”仍处于小称的阶段，如“帕”为长头巾，“帕子”为短头巾；“瓮”为大缸，“瓮子”为小缸；
5. 处置式标记为“跟”；
6. 表已然态的助词为“嘀”/ti/，无句中表完成的动态助词，从西南官话中借入的“了”不计在内；
7. 否定副词和表否定的动词同为双唇音的“不”/pa/，/pa/兼有普通话中“不”和“没有”的功能。

### 声母
古丈的瓦乡话有28个声母，32个韵母，5个声调。
|        |        | 雙唇  | 唇齒 | 舌尖前 | 舌尖中 | 舌面前 | 舌面中 | 舌根音 | 喉   |
| ------ | ------ | ----- | ---- | ------ | ------ | ------ | ------ | ------ | ---- |
| 塞音   | 不送气 | p 布  |      |        | t 台   |        |        | k 姑   | Ø 矮 |
| 塞音   | 送气   | pʰ 破 |      |        | tʰ 兔  |        |        | kʰ 口  |      |
| 塞音   | 濁音   | b 婆  |      |        | d 代   |        |        | g 渠   |      |
| 鼻音   | 鼻音   | m 尾  |      | n 大   |        |        | ɳ 银   | ŋ 硬   |      |
| 擦音   | 清音   |       |      | s 生   |        | ɕ 四   |        |        | x 灰 |
| 擦音   | 濁音   |       | v 有 | z 油   |        | ʑ 食   |        |        | ɣ 红 |
| 塞擦音 | 不送氣 |       |      | ʦ 纸   |        | tɕ 精  |        |        |      |
| 塞擦音 | 送氣   |       |      | ʦʰ 初  |        | tɕʰ 轿 |        |        |      |
| 塞擦音 | 濁音   |       |      | ʣ 融   |        | dʑ 墙  |        |        |      |
| 邊音   | 邊音   |       |      |        | l 李   |        |        |        |      |

麻溪铺的瓦乡话有28个声母，50个韵母，5个声调。
|        |        | 雙唇  | 唇齒 | 舌尖前 | 舌尖中 | 舌面前 | 舌面中 | 舌根音 | 喉   |
| ------ | ------ | ----- | ---- | ------ | ------ | ------ | ------ | ------ | ---- |
| 塞音   | 不送气 | p 扁  |      |        | t 多   |        |        | k 古   | Ø 湖 |
| 塞音   | 送气   | pʰ 妇 |      |        | tʰ 代  |        |        | kʰ 口  |      |
| 塞音   | 濁音   | b 婆  |      |        | d 同   |        |        | g 渠   |      |
| 鼻音   | 鼻音   | m 眉  |      |        |        |        | ȵ 银   | ŋ 硬   |      |
| 擦音   | 清音   |       |      | s 三   |        | ɕ 四   |        |        | x 好 |
| 擦音   | 濁音   |       | v 文 | z 夜   |        | ʑ 钥   |        |        | ɣ 后 |
| 塞擦音 | 不送氣 |       |      | ʦ 指   |        | ʨ 九   |        |        |      |
| 塞擦音 | 送氣   |       |      | ʦʰ 取  |        | ʨʰ 亲  |        |        |      |
| 塞擦音 | 濁音   |       |      | ʣ 字   |        | ʥ 旗   |        |        |      |
| 邊音   | 邊音   |       |      |        | l 大   |        |        |        |      |

### 声调
古丈和麻溪浦的瓦乡话都有五个声调，平声分阴阳，上，去，入不分阴阳
| 声调         | 阴平 | 阳平 | 上声 | 去声 | 入声 |
| ------------ | ---- | ---- | ---- | ---- | ---- |
| 古丈瓦乡话   | 55   | 13   | 25   | 33   | 41   |
| 麻溪浦瓦乡话 | 55   | 13   | 35   | 22   | 53   |

下表为古丈各声调的例字：
| 调值      | 调类 | 例字                                       |
| --------- | ---- | ------------------------------------------ |
| 高平调 55 | 阴平 | 天开多(清平) 侄白十(全浊入)                |
| 低升调 13 | 阳平 | 长平田(全浊平) 舌活食(全浊入)              |
| 中升调 25 | 上声 | 水手少(清上) 是柱簟(全浊上) 背拖垫(全浊去) |
| 中平调 33 | 去声 | 半笑去(清去) 病汗树(全浊去) 抱淡罪(全浊上) |
| 高降调 41 | 入声 | 百骨竹(清入) 日额麦六(次浊入)              |

## 词汇

### 核心词汇
瓦乡话的斯瓦迪士100核心词汇显示其是一种很古老的汉语方言，下表为辰溪县船溪驿乡的瓦乡话前22个核心词。
| 现代标准汉语 | 瓦乡话              | 现代标准汉语 | 瓦乡话            |
| ------------ | ------------------- | ------------ | ----------------- |
| 我           | [guɔ25] [u25](吾)   | 小           | [nian13]          |
| 你           | [niɛ25]             | 大           | [dai25], [ly33]   |
| 我们         | [ɣa13]              | 长           | [dioŋ13]          |
| 这           | [ɣai33],[nan55]     | 男           | [nan33]           |
| 那           | [nɤŋ33]             | 女           | [niəw25]          |
| 谁           | [dəw42 ka55]        | 人           | [ɣoŋ55](翁 或 汉) |
| 不是         | [pa13 ʦʰə25]        | 鱼           | [niəw55]          |
| 都           | [tʰɑŋ55](统)        | 鸟           | [ʨyɛ42](雀)       |
| 多少         | [xau42 tiɛ55](好多) | 狗           | [kʰuai25](犬)     |
| 一           | [ji13]              | 树           | [tsa33]           |
| 二           | [tso35](再)         | 睡           | [kʰuai33](睏)     |

### 古汉语词汇
由于远离中国行政与经济中心，现代汉语的语言的变化难以波及。所以在瓦乡话中有许多在现代汉语中已经消失的古汉语词汇依然有所保留，如：

“鞋=【履】”，“裤=【裈】”，“岁=【载】”，“二=【再】”，“跑=【驰】”，“茶=【荈】”，“讨=【貣】，“抢=【掠】”，“凳=【床】”，“乱=【丛】”，“话=【辞】”，“烟=【氲】”，“骗=【诖=诒】”，“粒=【皀】 ”，“弟=【孥】”，“拉=【曵（拽）】”，“螺=【蜗】”，“嫁=【适】”，“舔=【舐】”，“结=【繓】”，“懒=【慵】”，“聋=【耸】”，“吸=【吮】”，“烤=【灸】”，“锈=【鉎】”，“揉=【捼】”，“糯=【秫】”，“次=【番】”，“吃=【食】”，“寻=【逻】”，“饱=【餍】”，“洒=【敥】”，“柴=【薪】”，“群=【党】”，“天阴=【霿（霚，雺）】”，“背篓=【筬】”，“戏弄=【谑】”，“饭篓=【豆=箪】”，“跌=【躂】”，“完整=【囵】”，“窄=【隘】”，“蛇=【虺】”，“蹋=【跆】”，“【罩】=盇”，“雨停=【霁（止）】”，“跳=【蹈】”等等。

## 外部連結
- Ethnologue report （页面存档备份，存于）